# Hyponeuma leucanioides
Hyponeuma leucanioides là một loài bướm đêm trong họ Noctuidae.